# الكنيسة الخضراء
الكنيسة الخضراء أو كنيسة القديس مار احودامه هي كنيسة سريانية أرثوذكسية تقع في الجنوب الشرقي من مدينة تكريت،في داخل القصور الرئاسية للرئيس العراقي الراحل صدام حسين، دمرت من قبل مسلحي تنظيم الدولة الإسلامية في 25 سبتمبر 2014.

## تاريخها
شيدت الكنيسة في عام 700 بعد الميلاد، وخصصت للقديس أحوديمه. في عام 1089 نهبت ودمرت من قبل والي تكريت، ولكن أعيد ترميمها في عام 1112. وخلال الغزو المغولي للعراق عام 1258 لجأ اليها المسيحيين بسبب بطش الجيش المغولي الذي قتل العديد منهم.
بدأت دائرة الآثار العراقية في عام 1990 بالتنقيب في محيط الكنيسة، والتي أكتشفت العديد من التوابيت، ومنها تابوت أناسيوس، أسقف تكريت. وفي فترة حكومة صدام حسين عام 2000، رُممت الكنيسة بسبب حالتها المتداعية. وفي 25 سبتمبر 2014، عندما سيطر مقاتلو الدولة الإسلامية على مدينة تكريت قاموا بتفجير الكنيسة.